# Keuppia
Keuppia is een uitgestorven geslacht van octopussen. Het geslacht omvat twee soorten Keuppia hyperbolaris en Keuppia levante die beide ongeveer 95 miljoen jaar geleden leefde in het late Cenomanien in Hâkel en Hâdjoula, Libanon. Beide soorten zijn gevonden in gefossiliseerde vorm wat zeer zeldzaam is voor octopussen omdat deze meestal vergaan voor ze de kans krijgen in een fossiel te veranderen. Deze fossielen zijn gevonden met andere octopussen van het geslacht Styletoctopus.